# آبدارچی

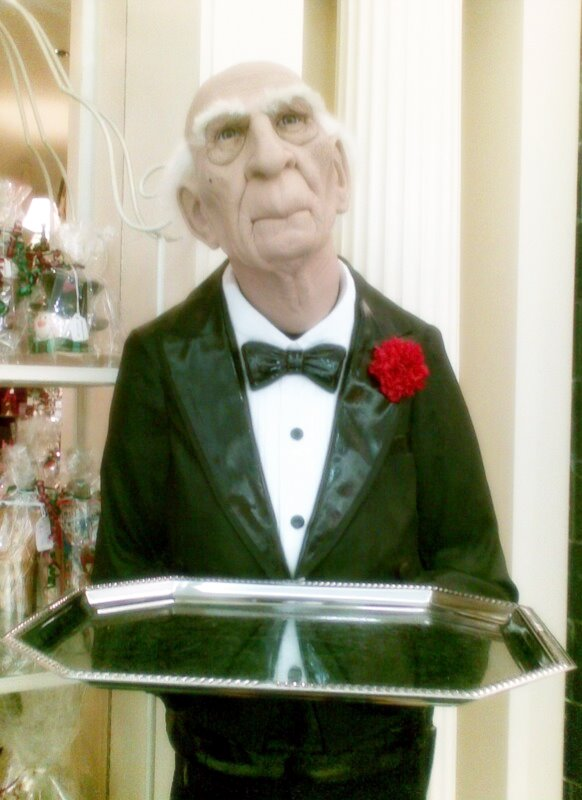
تصویری با عنوان Butler Did It یا - 'آبدارباشی این کار را کرد

آبدارچی یا آبدارباشی، معمولاً به شخص خدمتکاری گفته می‌شود است که در فضای کاری اداری و دولتی یا شرکت‌های خصوصی و محیط‌های داد و ستد و اماکن تجاری، وظیفه سرویس و پذیرایی با نوشیدنی‌های گرم (چای، قهوه و…) یا نوشیدنی‌های سرد (نوشابه، آبمیوه، شربت و…) را به عهده دارد و در کنار این خدمات، مسئولیت نظافت محیط کاری، رُفت‌وروب و تمیز کردن و مرتب نمودن وسایل مورد استفاده کارفرمایان، مدیران و کارکنان را نیز انجام می‌دهد.
مکان استقرار آبدارچی برای کار و فعالیت‌های محول شده معمولاً در محلی با نام آبدارخانه است که به همین دلیل آبدارچی را متصدی آبدارخانه یا آبدارباشی هم می‌نامند.
واژه آبدارچی یا آبدارباشی معمولاً در کشورهای فارسی‌زبان مانند ایران، افغانستان و تاجیکستان و برخی مناطق در قفقاز جنوبی کاربرد دارد و به افرادی که فعالیت‌های مذکور را به عهده دارند اطلاق می‌شود. در زبان انگلیسی واژه‌های بسیاری را بستگی به نحوه خدمات و وظایف شخص شاغل می‌توان برابر با شغل آبدارچی تعریف کرد.
واژه‌های انگلیسی: Footman - Waiter – Janitor – Butler و چند واژه لاتین دیگر می‌تواند برابر با واژه فارسی آبدارچی باشد و واژه [Company Waiter] به معنی (پیشخدمت شرکت) را معمولاً برای افرادی به کار می‌برند که در محیط‌های اداری و شرکت‌های تجاری فعالیت می‌کنند.
فرد آبدارچی در مکان‌های اداری و دولتی یا اماکن تجاری که با مراجعان و رفت و آمد ارباب رجوع و مشتریان سر وکار دارند عموماً از بین مردان انتخاب می‌شود. البته ممکن است در محیط‌های اختصاصی زنان مانند مدارس و باشگاه‌های زنان از آبدارچی زن نیز استفاده شود.
خدمات فرد آبدارچی به کارفرمایان خود برای مدت زمان طولانی بیشتر به دو صورت استخدام یا قراردادی هست.